# Aethiopana
Aethiopana is een monotypisch geslacht van vlinders uit de familie Lycaenidae. De wetenschappelijke naam van het geslacht is voor het eerst geldig gepubliceerd in 1915 door George Thomas Bethune-Baker.
De typesoort van het geslacht is Papilio honorius Fabricius, 1793

## Soorten
- Aethiopana honorius Fabricius, 1793